# Comuna Slobozia Conachi, Galați
Slobozia Conachi este o comună în județul Galați, Moldova, România, formată din satele Izvoarele și Slobozia Conachi (reședința).
Este situată în partea de sud a județului Galati, la aproximativ 27 de km, nord-est de  orasul Galati, de o parte si de alta a DJ 251 Galati - Pechea - Tecuci. Teritoriul comunei este traversat de paralela 45 grade 43 minute latitudine N si meridianul 27 grade 57 minute longitutine E.
Comuna are o suprafață de 6134 ha și un numar de 4505 locuitori. Comuna se învecinează la N cu comuna Cuza-Vodă, la E cu comuna Smârdan, la SE cu comuna Schela, la S cu comuna Independența, SV cu comuna Piscu și la V cu comuna Tudor-Vladimirescu.
În anul 2005, prin Legea nr. 67 din 23 martie 2005, din comuna Slobozia Conachi a fost desprins satul Cuza Vodă, spre a se înființa comuna Cuza Vodă, Galați. 

## Demografie
Componența etnică a comunei Slobozia Conachi
     Români (94,72%)
     Alte etnii (0%)
     Necunoscută (5,28%)
Componența confesională a comunei Slobozia Conachi
     Ortodocși (93,8%)
     Alte religii (0,73%)
     Necunoscută (5,47%)
Conform recensământului efectuat în 2021, populația comunei Slobozia Conachi se ridică la 3.696 de locuitori, în scădere față de recensământul anterior din 2011, când fuseseră înregistrați 4.024 de locuitori. Majoritatea locuitorilor sunt români (94,72%), iar pentru 5,28% nu se cunoaște apartenența etnică. Din punct de vedere confesional, majoritatea locuitorilor sunt ortodocși (93,8%), iar pentru 5,47% nu se cunoaște apartenența confesională.

## Politică și administrație
Comuna Slobozia Conachi este administrată de un primar și un consiliu local compus din 13 consilieri. Primarul, Emil Dragomir[*], de la Partidul Social Democrat, este în funcție din 2016. Începând cu alegerile locale din 2024, consiliul local are următoarea componență pe partide politice:
|  | Partid                          | Consilieri | Componența Consiliului | Componența Consiliului | Componența Consiliului | Componența Consiliului | Componența Consiliului | Componența Consiliului | Componența Consiliului | Componența Consiliului |
|  | ------------------------------- | ---------- | ---------------------- | ---------------------- | ---------------------- | ---------------------- | ---------------------- | ---------------------- | ---------------------- | ---------------------- |
|  | Partidul Social Democrat        | 8          |                        |                        |                        |                        |                        |                        |                        |                        |
|  | Partidul Național Liberal       | 4          |                        |                        |                        |                        |                        |                        |                        |                        |
|  | Alianța pentru Unirea Românilor | 1          |                        |                        |                        |                        |                        |                        |                        |                        |

## Istoricul comunei
Satul Slobozia-Conachi a fost înființat în 1800-1810 de către Costache-Conachi care a adus pe moșia sa mai mulți clacași, întemeiind o “slobozie” - sat stăpânit de marii latifundiari. Satul s-a numit la început Dimieni, toponimul Dimieni nu este menționat în unele documente. Se pare că “slobozia” de atunci s-a constituit de-a lungul  pârâului Suhurlui.    
De-a lungul timpului satul a purtat mai multe denumiri: 
- Slobozia-Plăcintă a vornicului Costachi-Conachi (1816),
- Slobozia de pe Suhurlui (1824), Plăcintă (1830),
- Slobozia vornicului  Conachi 1834,
- Slobozia lui Conachi 1841.

Până în anul 1874, comuna a făcut parte din județul Covurlui, plasa Siret. În 1887, comuna este trecută temporar la comuna Piscu, și reînființată ulterior. Din 1950 comuna face parte din regiunea Galați, iar din 1968 din județul Galați.

## Relief
Comuna Slobozia-Conachi se încadrează în Câmpia Covurlui care este o câmpie înaltă reprezentată de platourile  intefluviale largi, acoperite de depozite foarte groase de loess cu altituninea medie de 65m.

## Clima
Clima este temperat continentală. Nivelul. precipitațiilor este redus, fenomenul de secetă afectând această regiune.

## Rețeaua hidrografică
Râurile care străbat teritoriul comunei Slobozia-Conachi se caracterizează prin variații mari de debit: mari primăvara  și mici vara datorită lipsei de precipitații.
   Cel mai important râu este Suhurlui care străbate comuna de la N la S.
   Apele subterane sunt situate la adâncimi mici în lunci (3-5 m) și la adâncimi foarte mari pe interfluvii (10-30 m).

## Vegetatia
Vegetatia prezenta pe teritoriul comunei apartine zonei de stepa, dar a fost inlocuita aproape in totalitate de culturi agricole.

## Resursele naturale
- titei,
- nisipuri,
- pietrisuri.

## Vezi și
- Cutremurele din județul Galați din 2013
- Lunca Siretului Inferior (arie specială de protecție avifaunistică - SPA)
- Lunca Siretului Inferior (sit de importanță comunitară)